# اختلال ذهنی
اختلال ذهنی نهمین ترانه آلبوم نیمه تاریک ماه گروه پینک فلوید است. این آهنگ توسط راجر واترز برای آلبوم نیمه تاریک ماه نوشته و خوانده شد. دیوید گیلمور خواندن این ترانه را در تور سال ۱۹۹۴ به عهده گرفت (که در آلبوم تکانه، قابل رویت است). این آهنگ در اصل قرار بود Lunatic نامیده شود و در فصل های ضبط و اجراهای زنده نیز به همین نام شناخته می‌شد.
این ترانه به نظر میرسد از حال روانی سید برت سرگروه سابق گروه که متحمل فروپاشی ذهنی شده بود، الهام گرفته است.

## سازندگان
- راجر واترز: آهنگ‌ساز٬ خواننده٬ نویسنده٬ گیتار بیس
- دیوید گیلمور: گیتار الکتریک٬ همخوان
- ریچارد رایت : ارگ
- نیک میسن: درام
- لزلی دانکن ٬ دوریس تروی٬ بری سنت جان٬ لیزا استریک: همخوانی